# Upplands runinskrifter 1164
Runinskrift U 1164 är en runsten på Stora Runhällen i Västerlövsta socken och Heby kommun i Uppland. Den står på torpet Runhällens ägor, efter Dalkarlsåsvägen från Västerlövsta upp mot Gysinge.

## Stenen
Enligt en ortstradition omtalad av Olof Grau vid 1700-talets mitt, ska den vara rest som en minnessten efter ett slag mellan en uppsalakung och en hälsingekung, där hälsingekungen med sin son stupade. Fadern Rune skulle då ha blivit begravd här, medan sonen Sune lär vila under stenen vid Lilla runhällen U 1181.
Stenen som är ornerad i Urnesstil är skapad av Livsten, en av Upplands främsta runristare. Materialet består av granit och höjden är 1,66 meter och bredden 1,6 meter. Den från runor översatta inskriften följer nedan:

## Inskriften
Translitterering av runraden:
+ erlyg + lit + akua + sten + yfti + un... ...e... + sen + lifsten + iyk + runi +
Normalisering till runsvenska:
Ærnlaug let haggva stæin æftiʀ ... ... sinn. Lifstæinn hiogg runiʀ.
Översättning till nusvenska:
Ärnlög lät hugga stenen efter ..., sin ... Livsten högg runorna.